# 365 Days
365 Days (Pools: 365 Dni) is een Poolse erotische thriller uit 2020, geregisseerd door Barbara Białowąs en Tomasz Mandes. De film is gebaseerd op de gelijknamige roman (het eerste deel van een trilogie) van Blanka Lipińska. De film ging in première op 7 februari 2020 in Polen en werd kort daarna beschikbaar gesteld op Netflix, wat al snel wereldwijd onder de aandacht kwam.

## Verhaal
Laura Biel is een verkoop assistente uit Warschau, die een reis maakt naar Sicilië en een obsessie wordt van Massimo Torricelli, een maffia baas gewond bij een dodelijke aanval op zijn vader. Na het herstellen van zijn verwondingen, besluit Massimo ten koste van alles naar Laura te zoeken en haar te ontvoeren, waarna hij haar 365 dagen de tijd geeft om verliefd op hem te worden. In eerste instantie lijkt Laura niet geïnteresseerd in Massimo door zijn bezitterige en ruwe aanpak. Naarmate de tijd verstrijkt begint ze het Stockholmsyndroom te ervaren en voelt ze een aantrekking tot het alfa-mannetje.

## Rolverdeling
| Acteur               | Personage              |
| -------------------- | ---------------------- |
| Anna-Maria Sieklucka | Laura Biel             |
| Michele Morrone      | Don Massimo Torricelli |
| Bronisław Wrocławski | Mario                  |
| Otar Saralidze       | Domenico               |
| Magdalena Lamparska  | Olga                   |
| Natasza Urbańska     | Anna                   |
| Grażyna Szapołowska  | Laura's moeder         |
| Tomasz Stockinger    | Laura's vader          |
| Gianni Parisi        | Massimo's vader        |
| Mateusz Łasowski     | Martin                 |

## Productie
De opnames vonden voornamelijk plaats in de Poolse steden Warschau, Krakau en Niepolomice en in de Italiaanse stad San Remo. Het themalied "Feel It" van de film, samen met de nummers "Watch me burn", "Dark Room" en "Hard for me" worden gezongen door Michele Morrone.
In juni 2020 werd een vervolgfilm aangekondigd, maar vanwege de COVID-19-pandemie zijn de opnames nog niet van start gegaan.

## Trivia
De film wordt ook vergeleken met de erotische boekverfilming Fifty Shades of Grey.